# Litecoin Core
Litecoin Core ist die Referenzimplementierung von Litecoin. Sie wurde 2011 von Charlie Lee und anderen Entwicklern von Bitcoin Core abgespalten und wird seitdem separat, auf gleicher Basis entwickelt. Die Referenzsoftware validiert die gesamte Blockchain mitsamt allen jemals getätigten Transaktionen. Des Weiteren enthält sie auch eine Wallet-Funktion und einen Litecoin-Miner, mit dem der Benutzer auch aktiv am Litecoin-Netzwerk teilnehmen kann.

## Entstehungsgeschichte
Da Litecoin Core die erste Referenzimplementierung für Litecoin war, entstand es gleichzeitig mit Litecoin selbst. Es wurde am 9. Oktober 2011 von Charlie Lee im Bitcointalk Forum angekündigt. Litecoin entstand aus dem Grund, dass es damals keine wirklichen Altcoins gegenüber Bitcoin gab. Alternativen zu Bitcoin wie ixcoin, i0coin, GeistGeld oder Fairbrix waren nach bereits kürzester Zeit wieder aufgegeben worden. Lee wollte jedoch eine Kryptowährung erstellen, welche alle Vorteile dieser Kryptowährungen in sich vereint. Das Litecoin Netzwerk startete schließlich am 13. Oktober 2011. Der Genesis-Block wurde am 10. Oktober von Charlie Lee geschürft.

## Entwicklung
Da Litecoin eine abgespaltete Version von Bitcoin Core ist, übernimmt das Litecoin Core Entwicklerteam regelmäßig die neuste Version des Quellcodes und passt diesen auf das Litecoin Protokoll an. Daraus ergibt sich, dass in den meisten Fällen Sicherheitslücken, welche in Bitcoin Core vorhanden sind, auch in Litecoin Core existieren, wie zum Beispiel bei einer Denial-of-Service Sicherheitslücke im September 2018.